# Lúbang
Lúbang es un municipio filipino de cuarta categoría perteneciente a la provincia isleña de Mindoro Occidental en Tagalas Sudoccidentales. Con una extensión superficial de 250,06 km²,  tiene una población de 22.896 personas que habitan en 6.405 hogares. Su alcalde es Juan M. Sánchez.
Para las elecciones a la Cámara de Representantes está encuadrado en Único Distrito Electoral de esta provincia.

## Geografía
El municipio de Lúbang ocupa la parte occidental de la isla del mismo nombre que se encuentra situada al noroeste de la isla de Mindoro. Rodeado por el Mar de la China Meridional, linda al este con el municipiop de Looc. Su término incluye la isla de Cabra perteneciente al barrio del mismo nombre.

### Comunicaciones
El aeropuerto de Lúbang es uno de los tres con los que cuenta esta provincia, siendo los otros los de San José de Labangán y de Mamburao.

## Barrios
El municipio  de Lúbang se divide, a los efectos administrativos, en 16 barangayes o barrios, conforme a la siguiente relación:
| - Araw At Bituin (Población) - Bagong Sikat (Población) - Banaag Ng Pag-Asa (Población) - Binakas | - Cabra - Likas Ng Silangan (Población) - Maginhawa (Población) - Maligaya | - Maliig - Ninikat Ng Pag-Asa (Población) - Paraiso (Población) - Surville (Población) | - Tagbac - Tangal - Tilik - Vigo |  |

## Historia
En 1850 formaban parte de la provincia de Mindoro, entonces contaba con una población de 6.040 almas.
El 13 de junio de 1950, la provincia de Mindoro se divide en dos porciones: Oriental y  Occidental. La   provincia Occidental comprendía los siguientes ocho municipios: Abra de Ilog, Looc, Lúbang, Mamburao, Paluán, Sablayán, San Jose y Santa Cruz.

## Patrimonio
Iglesia parroquial  católica bajo la advocación de Nuestra Señora de la Asunción. Forma parte del Vicariato Foráneo de Nuestra Señora de la Asunción de  la Vicaría Apostólica de San José en Mindoro sufragánea  de la Arquidiócesis de Lipá.